# Fire Brigade SC
Fire Brigade SC – maurytyjski klub piłkarski z siedzibą w mieście Mapou, działający w latach 1950–2000, grający niegdyś w pierwszej lidze maurytyjskiej.

## Sukcesy
- I liga[1]:
  - mistrzostwo (13): 1942, 1950, 1961, 1973, 1974, 1980, 1983, 1984, 1985, 1988, 1993, 1994, 1999.

- Puchar Mauritiusa[2]:
  - zwycięstwo (12): 1980, 1981, 1982, 1983, 1986, 1989, 1990, 1991, 1994, 1995, 1997, 1998.

## Występy w afrykańskich pucharach
| Sezon | Rozgrywki                 | Runda   | Kraj       | Klub                  | Dom | Wyjazd | Dwumecz      |
| ----- | ------------------------- | ------- | ---------- | --------------------- | --- | ------ | ------------ |
| 1989  | Puchar Mistrzów           | 1       | Seszele    | Sunshine SC           | 1–0 | 1–0    | 2–0          |
| 1989  | Puchar Mistrzów           | 2       | Zambia     | Nkana Red Devils      | 2–3 | 1–5    | 3–8          |
| 1994  | Puchar Mistrzów           | 1       | Madagaskar | BTM Antananarivo      | 1–1 | 1–2    | 2–3          |
| 1995  | Puchar Mistrzów           | 1       | Mozambik   | CD Costa do Sol       | 3–0 | 0–1    | 3–1          |
| 1995  | Puchar Mistrzów           | 2       | Tunezja    | Espérance Tunis       | 0–2 | 0–2    | 0–4          |
| 1996  | Puchar Zdobywców Pucharów | 1       | Botswana   | Notwane FC            | 0–1 | 1–1    | 1–2          |
| 1998  | Puchar Zdobywców Pucharów | 1       | Reunion    | AS Marsouins          | 1–0 | 3–0    | 4–0          |
| 1998  | Puchar Zdobywców Pucharów | 2       | Angola     | CD Primeiro de Agosto | 2–3 | 0–6    | 2–9          |
| 1999  | Puchar Zdobywców Pucharów | wstępna | Seszele    | St Michel United FC   | 2–2 | 2–2    | 4–4 (k. 2–3) |

## Stadion
Domowe mecze klub rozgrywał na stadionie o nazwie Anjalay Stadium w Mapou, który mógł pomieścić 18 tys. widzów.